# Paul Evan Lehman
Paul Evan Lehman, död 30 januari 1961 vid 67 års ålder, var en amerikansk författare som skrev westernromaner. Han bodde i Harrisburg i Pennsylvania och var redaktionsmedlem i Wayland (N.Y.) Register.
Flera av hans böcker översattes till svenska och utgavs bland annat av Wennerbergs förlag, B. Wahlströms bokförlag och Bokförlaget Trots.